# 순천 선암사 팔상전
순천 선암사 팔상전(順天 仙岩寺 八相殿)은 전라남도 순천시 승주읍, 선암사에 있는 팔상전이다. 1976년 9월 30일 전라남도의 유형문화재 제60호로 지정되었다.

## 개요
조계산에 위치한 선암사는 신라 헌강왕 5년(875)에 도선이 지었다고 전해지는 사찰이다. 절의 서쪽에 높이가 10여 장(丈)이나 되고 면이 평평한 돌이 있는데 신선들이 바둑을 두던 곳이라고 하며, 절의 이름도 이곳에서 유래했다고 한다.
정유재란(1597) 때 대부분 불타 없어진 것을 숙종 24년(1698)에 약휴대사가 다시 지은 후, 순조 24년(1824) 해봉대사·눌암대사 등이 다시 지었는데 팔상전도 이때 지은 것이다.
선암사 팔상전은 석가여래의 생애를 묘사한 그림인 팔상도를 모시고 있는 법당이다. 앞면 5칸·옆면 3칸 규모이며，지붕 옆면이 사람 인(人)자 모양인 맞배지붕집이다. 지붕 처마를 받치면서 장식을 겸하는 공포가 기둥 위와 기둥 사이에도 배치된 다포계이다. 원래는 기둥 위에만 공포가 있는 주심포계 건물이던 것을 나중에 수리하면서, 앞면의 공포만 다포양식으로 바꾼 것으로 보여진다. 내부에는 팔상도 외에 도선·서산·무학·지공·나옹 등 우리나라 고승과 33조사(祖師)들의 영정이 모셔져 있다.

## 참고 자료
- 선암사팔상전 - 국가유산청 국가유산포털